# Ystad–Gärsnäs–S:t Olofs Järnväg
Ystad–Gärsnäs–S:t Olofs Järnväg (YGStOJ) bildades 1905 när Ystad-Gärsnäs Järnväg (YGJ), invigd år 1894, köpte Gärsnäs-S:t Olofs Järnväg (GStOJ), invigd år 1902 och slog samman banorna. 

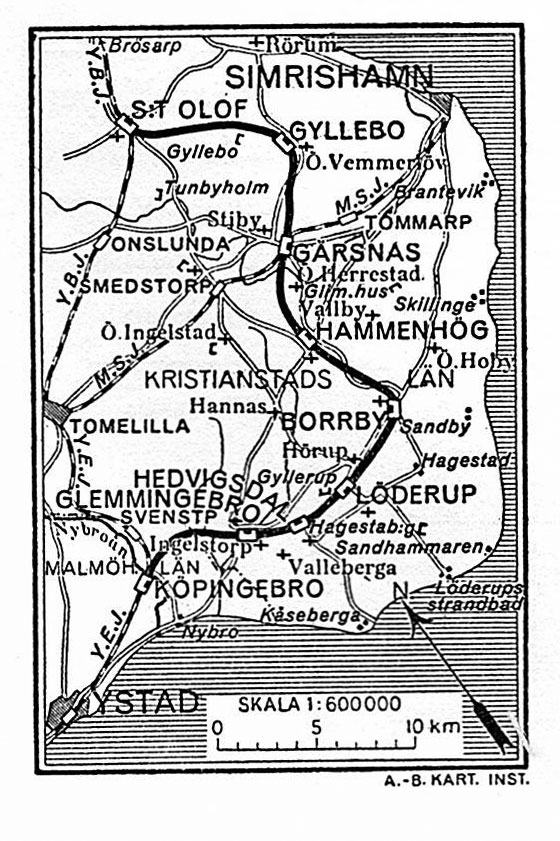
YGStOJ. Karta 1926.

Lok, personvagnar och personal för tågen hade sedan banornas öppnande tillhandahållits av Ystad-Eslövs Järnväg. För godstrafiken hade bolagen egna godsvagnar. Ystad-Gärsnäs Järnvägsaktiebolag köptes av Ystads stad den 1 februari 1929 och bolagsnamnet ändras till Ystad-S:t Olofs Järnvägsaktiebolag. Svenska staten köpte Ystad-S:t Olofs Järnvägsaktiebolag, i likhet med de övriga Ystadbanornaa, den 1 juli 1941 och Statens Järnvägar tog över driften.  År 1970 nedlades all trafik mellan Köpingebro och Hammenhög och persontrafiken mellan Hammenhög och Gärsnäs. År 1972 upphörde all trafik mellan Gärsnäs och S:t Olof. Godstrafiken mellan Gärsnäs och Hammenhög fanns kvar till år 1984. Rälsen revs mellan Köpingebro och Hammenhög 1970–1971 och mellan Hammenhög och Gärsnäs år 1985. Sträckan mellan Gärsnäs och S:t Olof finns kvar och ägs av Skånska Järnvägar, en museijärnväg. 
a Förvaltningssamarbete mellan Ystad-Eslövs Järnväg, Malmö-Ystads Järnväg, Börringe-Östratorps Järnväg, Ystad–Gärsnäs–S:t Olofs Järnväg, Ystad-Brösarps Järnväg och Ystad-Skivarps Järnväg.

## Källhänvisningar
- Historik om Ystad-Gärsnäs-S:t Olofs Järnväg, Historiskt om Svenska Järnvägar

1. ↑  ”Ystads Järnvägar”. Historiskt om Svenska Järnvägar. http://www.historiskt.nu/normalsp/yj/yj_inneh.html. Läst 3 november 2012.